# Donauspital (metropolitana di Vienna)
Donauspital è una stazione della linea U2 della metropolitana di Vienna situata nel 22º distretto, al margine del quartiere Stadlau. La stazione è entrata in servizio il 2 ottobre 2010, nel contesto della terza fase di estensione della metropolitana e come parte del prolungamento della U2 da Stadion.

## Descrizione
La stazione è situata di fronte all'ingresso principale del Donauspital, il secondo ospedale più grande di Vienna (dal 2020 denominato Klinik Donaustadt), ed è realizzata in sopraelevata.
L'accesso ai treni avviene tramite una banchina ad isola centrale. Le uscite della stazione danno accesso diretto al centro di medicina sociale e al reparto geriatrico.

## Ingressi
- Zschokkegasse
- Kapellenweg